# Шампейн (окръг, Охайо)
Окръг Шампейн (на английски: Champaign County) е окръг в щата Охайо, Съединени американски щати. Площта му е 1114 km², а населението – 38 890 души (2000). Административен център е град Урбана.